# Verkiezingen voor het Europees Parlement 2009/Kandidatenlijst/Partij voor de Dieren
Hieronder staat de kandidatenlijst van de Nederlandse Partij voor de Dieren voor de Europese Parlementsverkiezingen van 2009. Naast lijsttrekker Natasja Oerlemans bestaat de lijst uit met name uit leden van Provinciale Staten, lijstduwers zijn de Eerste en Tweede Kamerleden van de partij. 

## Kandidatenlijst
1. Natasja Oerlemans
2. Frank Wassenberg
3. Anja Hazekamp
4. Birgit Verstappen
5. Carla van Viegen
6. Wanda Bodewitz
7. Luuk van der Veer
8. Rob van Oeveren
9. Melissa Bax
10. Dick de Vos
11. Harry Voss
12. Tom Sprangers
13. Niko Koffeman
14. Esther Ouwehand
15. Marianne Thieme